# AqME
AqME (prononcé « akmé ») est un groupe de metal alternatif français, originaire de Paris, en Île-de-France. Formé en 1999, le groupe compte un total de neuf albums studio, deux EP, et un album live.
Dans un premier temps, le groupe, formé par d'anciens musiciens du groupe Neurosyndrom à la fin des années 1990, enregistre et publie une démo intitulée University of Nowhere, en décembre 1999. En septembre 2002, ils sortent leur premier album studio, Sombres efforts, publié au label indépendant At(h)ome, qui lance leur carrière. S'ensuit une chaîne de plusieurs albums, appuyant leur notoriété grandissante, incluant Polaroïds et pornographie (2004) et La Fin des temps (2005). 
En 2006, après la sortie du DVD AqME Live(s), le groupe décide de prendre une pause pour se consacrer à d'autres projets extérieurs à AqME. En 2008, ils reviennent avec l’album Hérésie puis En l'honneur de Jupiter (2009), Épithète, dominion, épitaphe (2012), Dévisager Dieu (2014) et AqME (2017). AqME a vendu plus de 120 000 disques en indépendance et donné près de 800 concerts.
Le 11 novembre 2018, le groupe annonce sa séparation après une tournée d'adieu en 2019, AqME fêtant la même année son 20e anniversaire. Le 12 avril 2019, ils publient leur ultime album, Requiem.

## Biographie

### Débuts (1999–2001)
AqME est formé en septembre 1999 par d'anciens musiciens du groupe Neurosyndrom (1996-1999). Son nom s'inspire du grec ancien ἀκμή, signifiant apogée. La première formation comprend alors Thomas Thirrion (Koma, chant), Benjamin Rubin (Ben, guitare), Sophie Chaussade (Sofy, basse et chœur) et Étienne Sarthou (ETN, batterie). À ses débuts, le groupe fait partie du collectif musical Team Nowhere avec Pleymo, Enhancer, Noisy Fate, Wünjo (et Watcha occasionnellement). Dès cette époque, leur son rock français détonne avec l'ambiance nu metal des autres groupes de la Team Nowhere.
Durant l'été 1999, Ben, Koma, ETN et Sofy ont 5 nouvelles compositions de prêtes. C'est à ce moment que Neurosyndrom devient Acme sous l'impulsion de Thomas Thirrion. Très vite rebaptisé AqME, le groupe retourne en studio enregistrer. Leur premier enregistrement est une démo de cinq titres, University of Nowhere, réalisée en septembre 1999 au Studio Garage par Bernard Natier. Pressée à seulement 500 exemplaires, elle s'écoule rapidement dans la région parisienne. Dans le courant du mois d'octobre 2000, Sofy quitte le groupe pour se consacrer à ses études et est remplacée à la basse par Charlotte Poiget. Le passage de flambeau entre Sophie et Charlotte se fera en live, chacune assurant la moitié du concert. En avril 2001, le groupe sort une réédition limitée à 2 000 exemplaires de University of Nowhere. Ce nouveau pressage permettra au groupe de diffuser ses disques au niveau national, de partir en tournée en assurant les premières parties Mass Hysteria et de faire patienter le public pour leur premier album avec trois nouveaux morceaux ajoutés. Après moult rééditions, la démo finie par être distribuée à plus de 3 500 exemplaires.

### Sombres efforts(2001–2002)

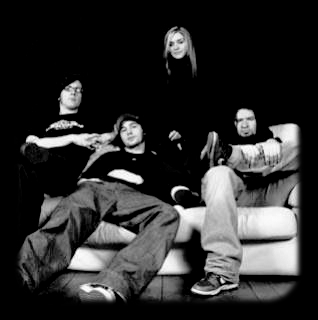
Formation emblématique d'AqME (de gauche à droite : ETN, Koma, Charlotte et Ben) à l'époque de Sombres efforts (2002).

Sombres efforts est le premier album studio d'AqME publié le 10 septembre 2002. L'album a été réalisé à l'été 2001 en Suède et produit par Daniel Bergstrand (qui a notamment collaboré avec In Flames et Meshuggah), alors que le groupe n'a pas encore de label,.  
Annoncé dès 2000, l'album devait initialement s'appeler Crash Test et devait sortir en 2001, mais c'est en 2002 que le groupe signe sur le label indépendant français At(h)ome, qui sort l'album, accompagné d'une tournée française le promouvant en passant par le Zenith de Paris avec Pleymo, le X Festival avec Indochine et de nombreuses autres dates en tête d'affiche dans les pays francophones. Sombres Efforts, qui sera salué par la critique et se vendra à 30 000 exemplaires, lance la carrière du groupe poussé par son single « Si » n'existe pas. AqME trouve rapidement son public, Sombres Efforts se classant à la 48e position parmi les 50 meilleures ventes françaises de 2002. Durant la tournée du premier album, le groupe compose son deuxième album, qui sera enregistré vers la fin de l'année 2003. 

### Polaroïds et Pornographie(2003–2005)
AqME sort son deuxième album, Polaroïds et pornographie, le 13 avril 2004. À peine la tournée de Sombres Efforts achevée, le groupe reprend le chemin de la Suède pour enregistrer son deuxième opus, à nouveau avec Daniel Bergstrand. L'album se caractérise par un style heavy metal « plus sombre, plus influencé par la pop. ». L'album sortira en deux versions, dont une édition collector digipack comprenant un disque bonus composé d'un inédit et de 5 titres lives enregistrés aux Eurockéennes de Belfort de 2003. 
L'album s'ouvre sur le morceau très dynamique et entraînant Pornographie, puis oscille entre mélodique et violence avec les morceaux La Vie Est Belle et La Réponse. Seulement 4 mois après la sortie du CD, le groupe annonce son départ du collectif Team Nowhere qui l'a aidé à émerger. La principale raison du départ du groupe se trouve dans le placement musical de Pleymo et Vegastar, AqME se retrouvant à devoir répondre aux polémiques que suscitait à l'époque ces deux groupes. La tournée de ce nouvel album qui suivra, passera par de nombreux pays francophone notamment à l'Élysée Montmartre avec Lazy et Nine et à l'Octopus festival en 2005 en Belgique aux côtés de Pleymo, Wünjo, Watcha, Dir En Grey et Black Bomb A. C'est au même moment, alors en pleine tournée, que le groupe enregistre son prochain album.

### La fin des temps(2005–2006)
Le 10 octobre 2005, AqME publie son troisième album intitulé La Fin des temps, toujours chez le label At(h)ome. Le groupe décide de rester enregistrer à Paris, avec le producteur français Steve Prestage. Lors de cet album, AqME s'oriente dans un style plus rock, plus lent, faisant la part belle à des lignes de guitare plus mélodique et s'essayant aux expérimentations. Pour la première fois, des solos de guitares sont présents, la durée des morceaux varient (de 2 à 8 minutes) et les textes sont écrits par l'ensemble du groupe. Le groupe collabore parallèlement avec Indochine sur le titre Aujourd'hui je pleure de leur album Alice et June, sorti en décembre 2005. Ce troisième album sera plusieurs fois primé disque de l'année par le public via la presse spécialisée, tandis que certains médias local l'accueillent d'une manière mitigée,. 
La tournée qui suit la sortie de l'album commence en janvier 2006 et sera un succès puisque AqME rempliras des grandes salles dont l'Olympia à Paris.

### AqME Live(s)et pause (2006–2007)
Après plus de 300 concerts effectués en 2006, AqME se décide à sortir dans les bacs son premier DVD live dans un coffret contenant un CD et un DVD avec deux concerts. Le groupe publie donc AqME Live(s), enregistré le 2 juin 2006. Le premier live est celui de Bruxelles capté dans la salle de l'Ancienne Belgique en 2006. Ce live, audio uniquement, comporte 16 titres. Le live vidéo a été capté à Nantes dans la salle de l'Olympic et comporte 17 titres. La liste des titres des deux concerts est légèrement différente. Le DVD contient également quelques bonus avec un backstage et des concerts enregistrés entre 2002 et 2005.
Après la sortie de ce disque et la fin de la tournée de 2006, les membres étant exténués par le rythme intensif du groupe (quatre albums en quatre années), décident de prendre une pause pour se consacrer à d'autres projets extérieurs à AqME. Ainsi, Thomas Thirrion forme avec Yann Heurtaux (de Mass Hysteria), le groupe acoustique Vicki Vale ; Benjamin Rubin rejoint le groupe de stoner rock Die on Monday ; Charlotte Poiget devient professeur de gym suédoise et travaille sur le girls band Junie Junglen et Étienne Sarthou joue pour le groupe de grind-death Grymt.

### Hérésie(2008–2009)

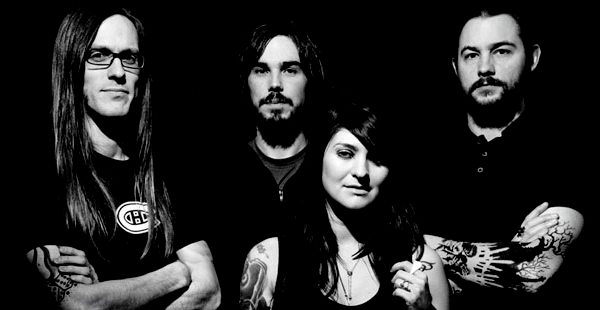
La formation (de gauche à droite : ETN, Mulder, Charlotte et Koma) à l'époque dEn l'honneur de Jupiter (2009).

Les membres du groupe annoncent leur retour en studio dès la fin de 2007. Leur quatrième album studio, Hérésie, sort en février 2008. À cette période, le groupe signe de nouveau avec le label At(h)ome pour trois autres albums. Avec ce nouvel opus, ils reviennent à leurs recettes traditionnelles en retournant vers un style qui a fait leur notoriété : le metal alternatif, mais avec des sonorités plus graves et plus techniques, c'est d'ailleurs l'album le plus brutal de leur discographie à ce moment-là. L'album est produit par Bergstrand (qui a enregistré leurs premiers albums). Hérésie est aussi le dernier du guitariste Ben Rubin qui, après dix ans de route commune, décide de quitter AqME en novembre 2008 afin de se focaliser exclusivement sur son autre groupe Die on Monday,.  
Après une période de latence, le groupe intègre Julien Hekking en tant que guitariste en janvier 2009, lequel avait déjà joué avec Étienne Sarthou au sein de Grymt. 

### En l'honneur de Jupiter(2009–2010)
Ce nouveau quatuor enregistre un cinquième album, En l'honneur de Jupiter qui sort le 19 octobre 2009. Avec Julien Hekking comme nouveau guitariste, le son d'AqME se durcit avec des riffs plus rapides et brutaux. En l'honneur de Jupiter pousse plus loin le metal du groupe amorcé avec Hérésie, tout en gardant l'esprit du groupe à ses débuts avec toujours Daniel Bergstrand comme producteur. Ce nouvel opus se rapproche du death metal mélodique. 
Une édition deluxe livre CD et DVD accompagne la sortie de l'album et l'identité visuelle du groupe évolue avec un nouveau logo. Une tournée dans toute la France suit la sortie de cet album, passant notamment à Paris à la salle du Nouveau-Casino le 21 octobre 2010.

### Épithète, dominion, épitaphe(2011–2012)
Leur sixième album Épithète, dominion, épitaphe sort le 10 avril 2012 en guise de chant du cygne pour Thomas Thirrion. En effet, le chanteur avait annoncé à la surprise des autres membres d'AqME son retrait complet du monde musical en mars 2012,. Vincent Peignart-Mancini prend sa place lors de la tournée consécutive à la sortie de l'album. Sur cet album, AqME a pour ambition de continuer sur la même lancée musicalement en durcissant encore un peu plus ses titres. AqME invite Stephane Buriez sur le morceau My English Is Pretty Bad. C'est la première fois que le groupe a un featuring sur un de ses albums. 
Le 15 octobre 2012, AqME sort un EP intitulé Les Sentiers de l'aube composé de trois morceaux inédits et de trois morceaux live issus des précédents albums. Le 15 décembre 2012, le groupe revient au Rack’Am, venu défendre son opus Épithète, dominion, épitaphe.

### Dévisager Dieu(2014–2016)
Le 3 novembre 2014, AqME livre son septième album Dévisager Dieu ; en amont de cette sortie, le clip Avant le Jour arrive en éclaireur. Dévisager Dieu marque un nouveau départ pour le groupe, reprise de l'ancien logo, retour du chant clair avec Vincent Peignart-Mancini qui apporte de nouveaux thèmes dans les textes. Étienne Sarthou, batteur du groupe, s'occupe de la réalisation et de l'enregistrement avec Magnus Lindberg au mixage et au mastering. Ce nouvel album a eu droit à son édition limitée avec la sortie d'un vinyle. 
À la sortie de Dévisager Dieu, AqME prend la route pour un an à partir de novembre 2014 pour défendre ce nouvel album jusqu'en janvier 2016. Charlotte prend un congé au sein du groupe le temps d'achever sa grossesse. La basse sera tenue pour le restant de la tournée par le frère jumeau de Vincent, Julien Peignart-Mancini. Lors de son dernier concert, le groupe a annoncé préparer un huitième album.

### AqME(2017–2018)
Pour célébrer les 15 ans du premier album Sombres efforts, AqME publie le 21 avril 2017, une édition deluxe spécial « 15e anniversaire » contenant une version CD (de deux disques, dont un pour l'album remastérisé par Magnus Lindberg, et le second comprenant des versions démos ainsi qu'un inédit enregistré à la même époque) et une version vinyle à l'occasion du Disquaire Day le 22 avril. Le 12 mai 2017, le groupe dévoile le clip Tant d'années, un des morceaux du prochain album prévu pour la rentrée scolaire suivante. Le nouvel album est annoncé le 22 septembre 2017, avec comme titre éponyme AqME. Il fait participer Reuno de Lofofora.
En janvier 2018, AqME publie un second clip, intitulé Se souvenir, les montrant notamment de passage au Download Festival en 2017 à Paris, et dans différentes salles de concert.  

### Requiem: séparation et tournée d'adieu (2019)
Le 11 novembre 2018, AqME annoncent sur les réseaux sociaux, dans un long communiqué, que l'année 2019 sera la dernière pour le groupe qui s'apprête à fêter son vingtième anniversaire, expliquant être arrivé à terme d'une aventure humaine et artistique. Le 12 avril 2019, ils publient leur neuvième et dernier album, Requiem. Ils se séparent après une tournée d'adieu de dix dates, passant par la France et la Belgique, de mars 2019 à octobre 2019, jouant leur dernier concert le 5 octobre 2019 au Trianon à Paris, avec au programme deux membres historiques de la formation du groupe à ses débuts : Thomas Thirrion au chant et Benjamin Rubin à la guitare. 
Leur dernière date à Paris, initialement prévue le 5 octobre 2019, est reportée à janvier 2020, comme pour le reste de la tournée, en raison de la maladie du chanteur Vincent, atteint d’un cancer, annonce le groupe sur ses réseaux sociaux. Le 29 novembre 2019, le groupe annonce finalement l'annulation des deux dernières dates reportées qui devaient terminer la tournée, l'état de santé de Vincent ne lui permettant finalement pas d'assurer les concerts. Le groupe finit par remercier son public dans un long communiqué sur les réseaux sociaux, regrettant et s'excusant d'être contraints de mettre un terme à leur carrière sans pouvoir assurer les derniers concerts d'adieux.

## Style musical
AqME n'a cessé d'évoluer musicalement en une décennie.
À ses débuts, le groupe s'inscrit dans le rock alternatif en revendiquant comme influences Nirvana, Soundgarden, Cold, Chokebore, Unfold, Deftones mais aussi Korn.
À partir de l'album Hérésie sorti en 2008, il amorce un virage vers le metal alternatif voire death metal mélodique sur l'album Épithète, Dominion, Épitaphe.

## Membres

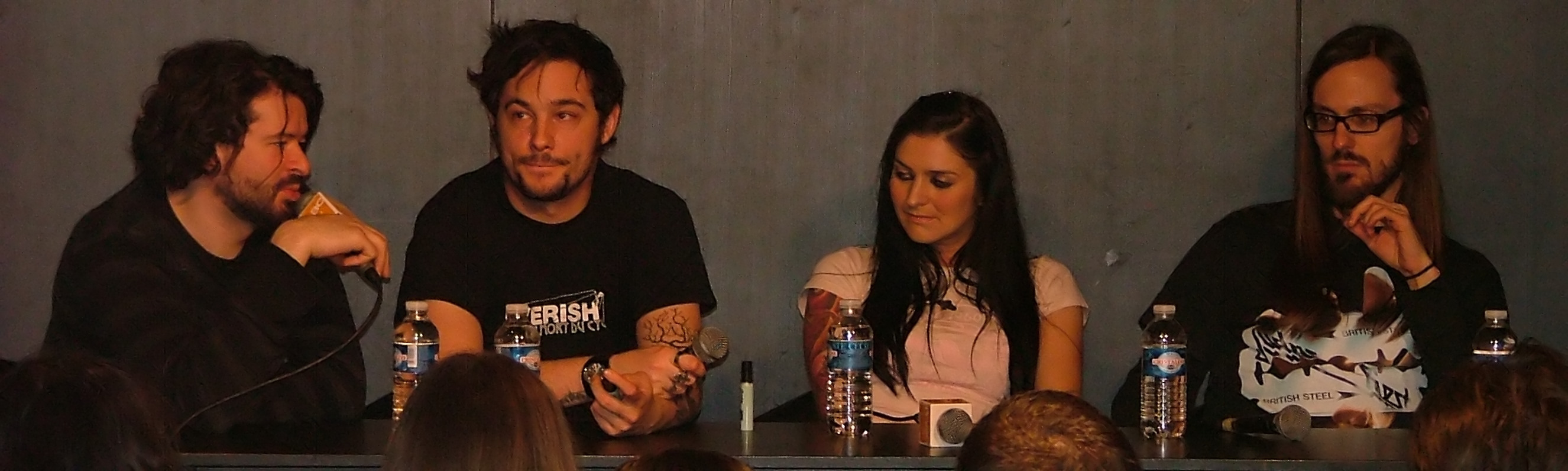
Formation principale d'AqME (de gauche à droite : Ben, Koma, Charlotte et ETN) à Toulouse (2008).

### Derniers membres
- Étienne « ETN » Sarthou — batterie (1999–2019)
- Charlotte Poiget — basse (2000–2019)
- Julien Hekking — guitare (2009–2019)
- Vincent Peignart-Mancini — chant (2012–2019)

### Membre additionnel
- Julien Peignart-Mancini — basse (2015 ; concerts)

### Anciens membres
- Thomas « Koma » Thirrion — chant (1999–2012)
- Benjamin « Ben » Rubin — guitare (1999–2008)
- Sophie « Sofy » Chaussade — basse (1999–2000)